# Pseudoglessula
Pseudoglessula é um género de gastrópode  da família Subulinidae.
Este género contém as seguintes espécies:
- Pseudoglessula acutissima Verdcourt
- Pseudoglessula conradti von Martens
- Pseudoglessula intermedia Thiele, 1911